# Бяла (Русенська область)
Бя́ла (болг. Бяла) — місто в Русенській області Болгарії. Адміністративний центр общини Бяла.

## Населення
За даними перепису населення 2011 року у місті проживали 8457 осіб.
Національний склад населення міста:
| Національність   | Кількість осіб | Відсоток |
| ---------------- | -------------- | -------- |
| болгари          | 6892           | 84,6 %   |
| цигани           | 890            | 10,9 %   |
| турки            | 301            | 3,7 %    |
| інша             | 12             | 0,1 %    |
| не визначились   | 53             | 0,7 %    |
| Всього відповіли | 8148           |          |

Розподіл населення за віком у 2011 році:
Динаміка населення: